# Carlo Valmadi

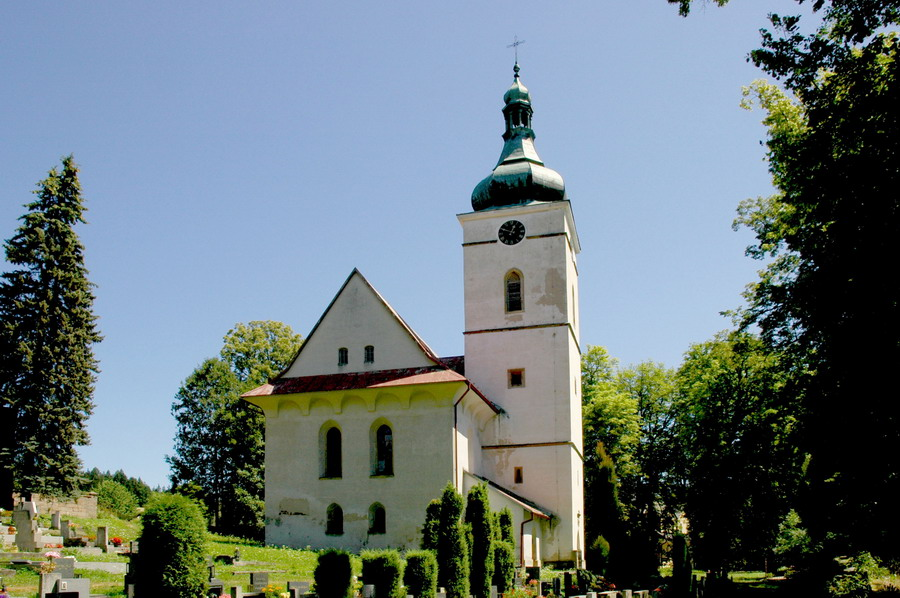
Rudník (okres Trutnov), kostel sv. Václava, pohled od jihozápadu

Carlo Valmadi byl architekt, stavitel a zedník. Místo ani datum jeho narození či úmrtí není známo. Víme jen, že žil mezi lety 1550–1620. 
Ačkoliv je mu přisuzováno mnoho staveb, jen několik z nich je doloženo. Většina jeho staveb se nachází na území současného okresu Trutnov. Převažují kostely. 
Jeho stavby se vyznačují řadou společných formálních znaků, jako je stejný způsob zaklenutí prostorů, shodné členění klenby se zvýrazněním hloubky prostoru hřebínkem jdoucím vrcholem klenby a končícím až u závěrového příčného hřebene v presbyteriu, vestavění trojstranných obvodových empor na toskánských sloupech, lunetové římsy.

## Dílo
- pravděpodobně se podílel (alespoň v závěrečné fázi) na výstavbě Lobkovického paláce v Praze
- nově zaklenul kostel Nejsvětější Trojice v Hostinném (1572),
- stavěl děkanství (1578) v Hostinném, jež nese v současnosti zrestaurovanou krásnou sgrafitovou výzdobu
- je považován za autora sgrafitové výzdoby kostela sv. Jakuba v Dolní Olešnici (TU) (1589), která je blízká pražskému Lobkovickému paláci
- doložena je jeho účast na stavbě kostela svatého Jakuba v Dolním Lánově (TU) (1603)
- pravděpodobná je jeho účast na stavbě a sgrafitové výzdobě valdštejnském zámečku v Horní Branné (SM)
- pravděpodobně se podílel na přestavbě valdštejnského zámku Nový zámek východně od Dolní Olešnice (TU)
- v letech 1598–1602 stavěl kostel svatého Václava v Rudníku (TU)
- je mu připisována přestavba původně gotického kostela Nejsvětější Trojice ve Zdoňově (NA) kolem roku 1600 na náklad Adama Bohaneckého z Hodkova. Autorství je založeno na podobnosti některých architektonických prvků s prvky na jiných Valmadiho sakrálních stavbách. Není podložené.
- v roce 1605 vystavěl nový hřbitovní kostel Nanebevzetí P. Marie v Maršově III u Svobody nad Úpou (TU)
- připisována je mu stavba fary při kostele svatého Petra v Chotěvicích (TU)
- připisován je mu kostel Proměnění Páně ve Velichovkách (NA) z roku 1616, jehož stavebníkem byl Hanibal z Valdštejna